# Piotr Jakoniuk
Piotr Jakoniuk (ur. 27 czerwca 1945 w Białymstoku, zm. 13 marca 2017 tamże) – polski naukowiec, lekarz, mikrobiolog, doktor habilitowany nauk medycznych.

## Życiorys
W 1969 ukończył kierunek lekarski na Akademii Medycznej w Białymstoku. W 1974 pod kierunkiem prof. Jerzego Borowskiego z Katedry Mikrobiologii obronił pracę doktorską pt. „Badania nad zjawiskiem nadwrażliwości późnej w przebiegu doświadczalnej rodencjozy” uzyskując stopień naukowy doktora nauk medycznych. W 1989 na podstawie osiągnięć naukowych i złożonej rozprawy „Ocena terapeutycznych efektów skojarzenia wybranych immunostymulatorów z chemioterapeutykami przeciwgrzybiczymi na przebieg doświadczenia kandydiazy” uzyskał stopień naukowy doktora habilitowanego nauk medycznych. Posiada specjalizację II stopnia z mikrobiologii i serologii. Zrzekł się prawa do wykonywania zawodu lekarza.
Pracował w Zakładzie Mikrobiologii na Wydziale Lekarskim Akademii Medycznej w Białymstoku, a następnie od 2000 do 2007 w Zakładzie Diagnostyki Mikrobiologicznej na Wydziale Farmaceutycznym, który stworzył od podstaw i gdzie pełnił funkcję kierownika. W latach 1990–1993 pełnił funkcję prodziekana Wydziału Lekarskiego, a w latach 1993–1996 prorektora do spraw studenckich AMB. W latach 2010–2012 pracował w Zakładzie Ratownictwa Medycznego Wyższej Szkoły Medycznej w Białymstoku.
Zmarł 13 marca 2017, pochowany został na Cmentarzu Farnym w Białymstoku.